# Gerichtsbezirk Kindberg
Der Gerichtsbezirk Kindberg war ein dem Bezirksgericht Kindberg unterstehender Gerichtsbezirk im Bundesland Steiermark. Der Gerichtsbezirk umfasste den südlichen Teil des politischen Bezirks Mürzzuschlag und wurde 2002 dem Gerichtsbezirk Mürzzuschlag zugeschlagen. 

## Geschichte
Der Gerichtsbezirk Kindberg wurde durch eine 1849 beschlossene Kundmachung der Landes-Gerichts-Einführungs-Kommission geschaffen und umfasste ursprünglich die acht Gemeinden Allerheiligen, Dorf Veitsch, Kindberg Land, Kindberg Markt, Krieglach, Mürzhofen, Stanz und Wartberg.
Der Gerichtsbezirk Kindberg bildete im Zuge der Trennung der politischen von der judikativen Verwaltung
ab 1868 gemeinsam mit den Gerichtsbezirken Aflenz, Bruck, Mariazell und Mürzzuschlag den Bezirk Bruck.
Ab 1. Jänner 1902 bildeten die Gerichtsbezirke Mürzzuschlag und Kindberg unter dem Namen Mürzzuschlag einen neuen Bezirk.
Während der Bezirk Mürzzuschlag im Zuge der nationalsozialistischen Verwaltungsänderungen um den Gerichtsbezirk Mariazell erweitert wurde,
blieb der Umfang des Gerichtsbezirke Mürzzuschlag und Kindberg unverändert. Mariazell wurde 1945 wieder dem Bezirk Bruck an der Mur zugeschlagen, der Umfang des Gerichtsbezirkes Kindberg blieb hingegen seit dem Beginn des 20. Jahrhunderts praktisch unverändert.
Durch die Neuordnung der Gerichtsbezirke 2002 wurde der Gerichtsbezirk Kindberg per 1. Juli 2002 aufgelöst und das Gebiet dem Gerichtsbezirk Mürzzuschlag zugeteilt. 2013 wurde das ehemalige Gebiet des Gerichtsbezirks Kindberg Teil des Bezirks Bruck-Mürzzuschlag.

## Gerichtssprengel
Der Gerichtssprengel umfasste zum Zeitpunkt seiner Auflösung mit den acht Gemeinden Allerheiligen im Mürztal, Kindberg, Krieglach, Mitterdorf im Mürztal, Mürzhofen, Stanz im Mürztal, Veitsch und Wartberg im Mürztal den südlichen Teil des Bezirks Mürzzuschlag, wobei Mitterdorf 1906 von Wartberg abgespalten worden war. 